# Neasura buruana
Neasura buruana là một loài bướm đêm thuộc phân họ Arctiinae, họ Erebidae.